# Mansfield (Arkansas)
Mansfield és una població dels Estats Units a l'estat d'Arkansas. Segons el cens del 2000 tenia 1.097 habitants.

## Demografia
Segons el cens del 2000, Mansfield tenia 1.097 habitants, 440 habitatges, i 289 famílies. La densitat de població era de 190,8 habitants/km².
Dels 440 habitatges en un 33,6% hi vivien nens de menys de 18 anys, en un 52,3% hi vivien parelles casades, en un 10,5% dones solteres, i en un 34,3% no eren unitats familiars. En el 31,6% dels habitatges hi vivien persones soles el 15,7% de les quals corresponia a persones de 65 anys o més que vivien soles. El nombre mitjà de persones vivint en cada habitatge era de 2,49 i el nombre mitjà de persones que vivien en cada família era de 3,13.
Per edats la població es repartia de la següent manera: un 27,9% tenia menys de 18 anys, un 10,7% entre 18 i 24, un 28,5% entre 25 i 44, un 18,7% de 45 a 60 i un 14,2% 65 anys o més.
L'edat mediana era de 35 anys. Per cada 100 dones de 18 o més anys hi havia 87 homes.
La renda mediana per habitatge era de 26.938 $ i la renda mediana per família de 35.000 $. Els homes tenien una renda mediana de 28.534 $ mentre que les dones 19.063 $. La renda per capita de la població era de 13.012 $. Entorn del 13,2% de les famílies i el 18% de la població estaven per davall del llindar de pobresa.

## Poblacions properes
El següent diagrama mostra les poblacions més properes.